# جان ادیسون فوردایس

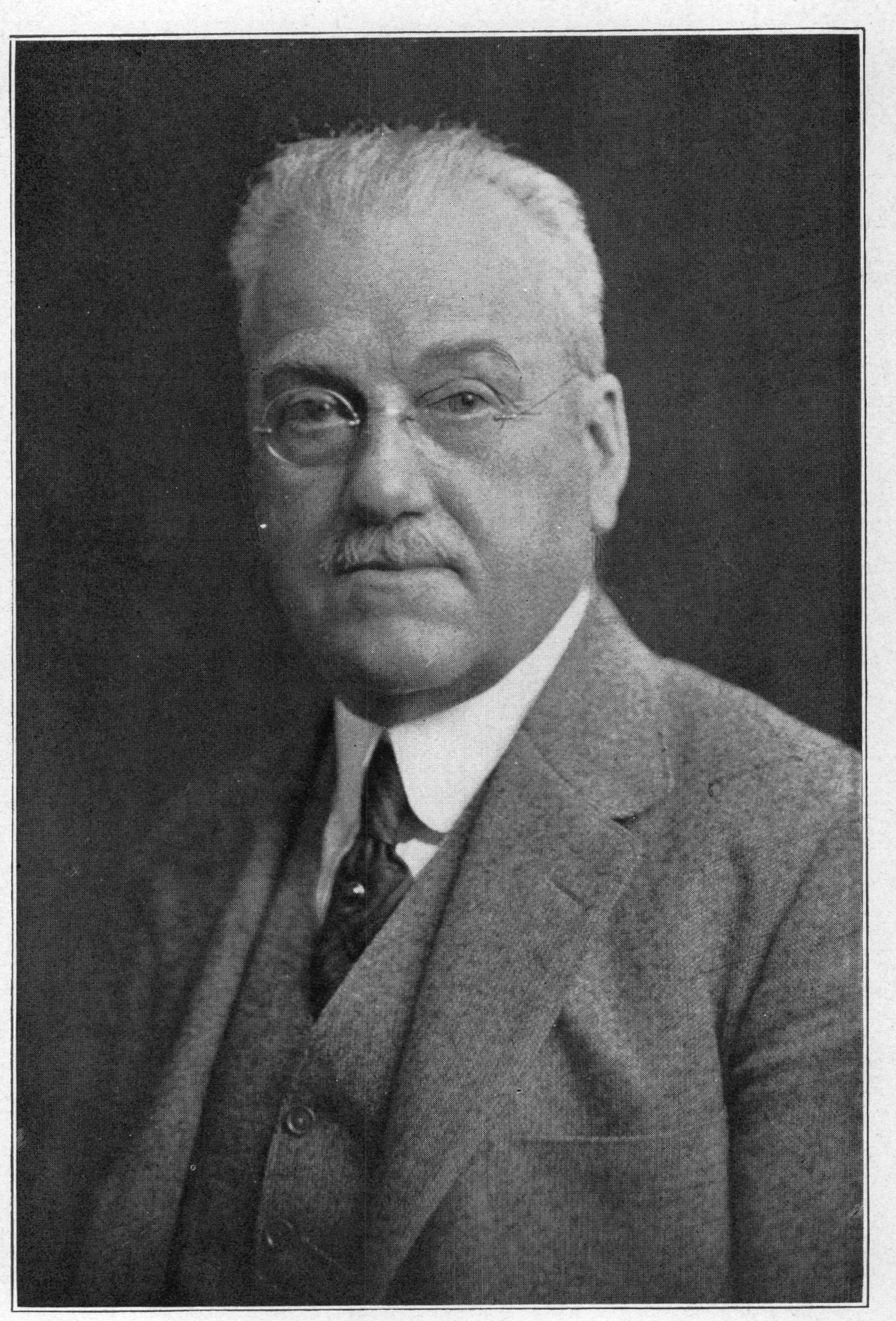
جان ادیسون فوردایس

جان ادیسون فوردایس (انگلیسی: John Addison Fordyce؛ تولد:۱۶ فوریه ۱۸۵۸ در شهرستان گورنسی، اوهایو-مرگ:۴ ژوئن ۱۹۲۵ در نیویورک) درماتولوژی اهل کشور آمریکا بود. نام این دکتر بر روی چند عارضهٔ پوستی از جمله دانه‌های فوردایس گذاشته شده‌است.